# Midway (Kentucky)
Midway is een plaats (city) in de Amerikaanse staat Kentucky, en valt bestuurlijk gezien onder Woodford County.

## Demografie
Bij de volkstelling in 2000 werd het aantal inwoners vastgesteld op 1620.
In 2006 is het aantal inwoners door het United States Census Bureau geschat op eveneens 1620.

## Geografie
Volgens het United States Census Bureau beslaat de plaats een oppervlakte van
2,8 km², geheel bestaande uit land. Midway ligt op ongeveer 252 m boven zeeniveau.

## Plaatsen in de nabije omgeving
De onderstaande figuur toont nabijgelegen plaatsen in een straal van 24 km rond Midway.